# Dancing Next to Me
Dancing Next To Me (с англ. — «Танцевать со мной») — песня в стиле поп и инди-поп, написанная американским музыкантом и исполнителем Грейсоном Ченсом, выпущенная 21 февраля 2020 года. Соавтором песни также является его продюсер, Тедди Гайгер. Изначально предполагалось, что песня станет первым синглом с его пятого сольного альбома «Trophies», но после выхода «Holy Feeling» в январе 2021 года, настоящий сингл стал внеальбомным и не был записан на «Trophies» в принципе.
24 апреля 2020 года вышел макси-сингл с ремиксами на композицию.
После выхода сингла Ченс должен был отправиться в европейский лег гастрольного тура, который, однако, был перенесён на весну 2021 года из-за пандемии COVID-19.

## История
С осени 2019 года Ченс начал работать с автором песен и продюсером Тедди Гайгер. Последняя известна в частности как продюсер канадского певца Шона Мендеса и One Direction.
Гайгер стала соавтором и продюсером трека; сингл вышел на лейбле «Arista Records», с которым у Ченс подписан контракт на релиз третьего сольного альбома.
Ченс как автор песни рассказывает в ней историю, которая действительно имела место летом 2019 года: во время вечеринки музыкант познакомился с парнем. Они танцевали вместе, а с восходом солнца Ченс испытывает предательство — «любовный интерес ускользнул в облаке замешательства и неуверенности». Ченс надеялся на развитие отношений с новым знакомым, в то время как тот не был уверен в том, что ему это нужно. Ченс добавляет: «Во многих отношениях, правильно это или нет, надеюсь, он услышат её [эту песню] и возненавидит… потому что я почувствовал себя преданным».
В интервью журналу «People» Ченс также рассказал о роли, которую сыграла Тедди Гайгер в релизе данного сингла и предстоящего альбома, на котором она выступила в роли исполнительного продюсера. По его словам Гайгер также как и он, попала в индустрию в очень юном возрасте. У них обоих одинаковый музыкальный вкус. Она также помогла ему быть честным в своих эмоциях в плане написания песен и с её поддержкой Ченсу было легче писать откровенные тексты, основанные на его личном опыте, для широкой публики.
Впервые песня прозвучала для широкой публики 18 января 2020 года на концерте Ченса в Солт-Лейк-Сити, штат Юта, в рамках гастрольного тура Portraits World Tour.
Ещё до официального релиза сингла сам Ченс, а также после официального релиза СМИ писали о том, что именно он станет первым синглом с третьего сольного альбома Ченса под рабочим названием «Trophies». Тем не менее позже, сам музыкант назвал первым синглом с нового альбома вышедший в январе 2021 года «Holy Feeling».

## Форматы записи
Сингл был выпущен в формате цифровой дистрибуции, то есть для покупки и скачивания через интернет. Сингл вышел в двух вариантах — обыкновенный сингл и макси-сингл с ремиксами.
Оригинальный сингл (вып. 21 февраля 2020 года):
1. Dancing Next To Me (2:50)

Remixes — Digital (вып. 24 апреля 2020 года):
1. Dancing Next To Me (Frank Pole Remix) (2:57)
2. Dancing Next To Me (Syn Cole Remix) (3:00)
3. Dancing Next To Me (Wongo Remix) (3:06)
4. Dancing Next To Me (AZTX Remix) (2:50)
5. Dancing Next To Me (2:50)

## Видеоклип
На песню был снят видеоклип (режиссёр Edgar Daniel, продюсер Aiden Magarian). Видео было снято в одном из складских помещений в Лос-Анджелесе и выпущено 26 февраля 2020 года. Режиссёр Эдгар Даниель назвал целью произведения «исследовать итерацию человеческого взаимодействия, от повышения сексуального напряжения до падения эмоций».
Кроме того, на YouTube канале музыканта было выпущено и акустическое видео на песню.

## Отзывы критиков
- Портал «Thomasbleach» называет песею «маленьким гимном, прекрасно цепляющим моменты поп-музыки 1980-х»[14].
- Album Confessions пишет, что в отличие от предыдущего сингла «Boots» (2019), Ченс отходит от стиля кантри-рок. Вместо этого, «артист переходит в запутанную романтическую ситуацию вместо эйфорических танцевальных ритмов и поразительного чувства напористости и скептицизма.» Песня наполнена «смешанными эмоциями гнева, тревоги и затяжной надежды»[7].
- Портал «The Musical Hype» ставит песне 4 звезды из 5 и подчёркивает, что «вне зависимости от вашей ориентации песня должна быть вам близка, особенно после временной любовной связи». Рецензент продолжает: «Веселая, похотливая, танцевальная поп-песня, которая идеально подходит для необычного 22-летнего парня. В куплетах он поет властно, уверенно в нижнем и среднем регистре. Он контрастирует в пре-припеве и в самом припеве, демонстрируя мощный спелый фальцет». В конце обзора также отмечается, что Ченс значительно вырос со времени выпуска своих дебютных песен в лучшую сторону[15].
- Немецкий журнал «Diffus» отметил, что сингл «атмосферный и танцевальный, но в то же время почти не оставляющий следа»[16].
- Кёртис Уонг, старший обозреватель раздела «Культура» канадской газеты «Huffington Post» называет сингл «безупречным»[4].
- Портал «Indie Buddie», посвящённый инди-музыке, публикует рецензию на акустическое видео на песню «Dancing Next to Me», выпущенное в марте 2020 года: «Мягкое и элегантное пианино сопровождает теплый бархатный вокал Ченса, когда он ворчит куплеты, прежде чем позволить своему сладкому фальцету вышить второй припев». Исполнение песни характеризуется как «чёткое и страстное»[17].
- MTV назвало песню «великолепным сюрпризом», а журнал «Paper» — «уверенным шагом в новую эру карьеры Ченса, которая продлится не одно десятилетие»[18].